# 울진중학교 축구부
울진중학교 축구부는 경상북도 울진군에 위치한 울진중학교의 축구부이다. 울진중학교가 운영하는 축구부로 1976년에 창단  하였다.

## 같이 보기
- 울진중학교